# Bowie artdecade
Bowie artdecade is een spinnensoort uit de familie van de kamspinnen (Ctenidae). De wetenschappelijke naam van de soort werd voor het eerst geldig gepubliceerd in 2022 door Jäger.